# Antónia Munkácsi
Antónia Munkácsi (ur. 26 listopada 1938 w Belgradzie) – węgierska lekkoatletka specjalizująca się w biegach sprinterskich, trzykrotna uczestniczka letnich igrzysk olimpijskich (Rzym 1960, Tokio 1964, Meksyk 1968).

## Sukcesy sportowe
- mistrzyni Węgier w biegu na 200 m – 1960
- trzykrotna mistrzyni Węgier w biegu na 400 m – 1962, 1964, 1964[1]

| Rok  | Miasto    | Zawody               | Konkurencja                      | Wynik                 |
| ---- | --------- | -------------------- | -------------------------------- | --------------------- |
| 1964 | Tokio     | igrzyska olimpijskie | bieg na 400 m sztafeta 4 × 100 m | 4. miejsce 7. miejsce |
| 1966 | Budapeszt | mistrzostwa Europy   | bieg na 400 m                    | srebrny medal         |

## Rekordy życiowe
- bieg na 100 m – 11,8 – 1960
- bieg na 200 m – 24,1 – 1960
- bieg na 400 m – 53,9 – 1966
- bieg na 400 m (hala) – 58,80 – Dortmund 27/03/1966